# 泛以输油管道
泛以输油管道（希伯來語：קו צינור אילת אשקלון），又称埃拉特－阿什凯隆管道，是一条南北向贯穿以色列的输油管道，连接红海亚喀巴湾沿岸城市埃拉特和地中海沿岸城市阿什凯隆。

## 修建背景
六日战争后，苏伊士运河被关闭，为解决伊朗的石油运输问题，1968年以色列与伊朗按照各占50%的股权合资成立了埃拉特阿什凯隆管道公司（EAPC），兴建从红海直通地中海的石油运输管道。管道全长254千米，直径42英寸，建成后，伊朗生产的原油能够通过油轮在以色列南部埃拉特港码头卸货，再通过管道输送到地中海城市阿什凯隆，重新装载上油轮运往西欧地区。泛以输油管道的建成既满足了以色列的石油进口需求，又解决了伊朗供往西欧地区石油的运输通道问题。经过扩容，1973年，埃拉特和阿什凯隆的贮存容量分别提升至110万立方米及130万立方米。1979年，伊朗发生伊斯兰革命，巴列维王朝被宗教势力推翻，伊以走上敌对关系，伊朗停止使用泛以输油管道，而以色列也将埃拉特阿什凯隆管道公司收归国有。

## 现状
2003年，泛以输油管道逆向输油工程建设完工，泛以输油管道从原来只可以由红海（埃拉特）向地中海（阿什凯隆）单向输送石油，变为可双向输送石油。原油经三个增压站，能提供每年最高6千万吨的吞吐量，另外两个增压站将原油泵往相反方向，即从地中海输送至红海，能提供每年最高3千万吨的吞吐量。同年，以色列和俄罗斯达成协议，俄罗斯出产的石油经黑海新罗西斯克港运往阿什凯隆后，通过泛以输油管道逆向输油工程送往埃拉特港，再运往亚洲市场。2015年，瑞士法庭下令以色列向伊朗支付11亿美元，用以赔偿1979年将泛以输油管道收归国有对伊朗造成的损失，但是遭到了以色列的拒绝。

## 经济效益

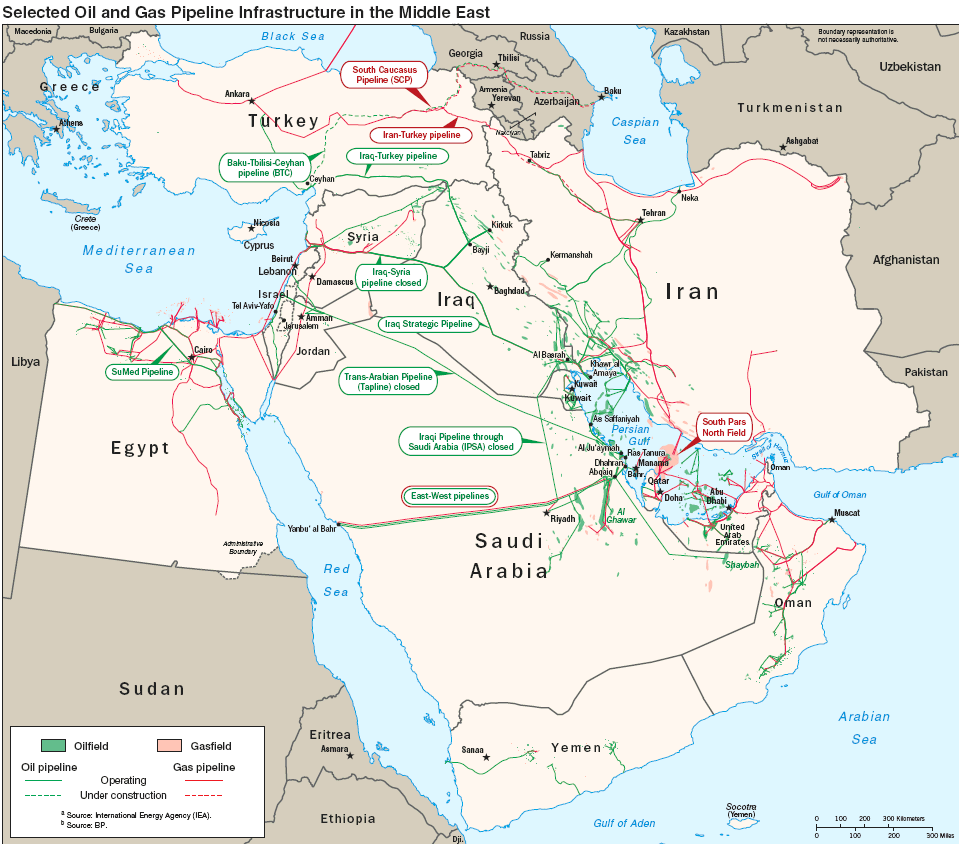
中东地区输油管道（绿色）和输气管道（红色）分布图

泛以输油管道建设之初是为了方便伊朗的石油运输，但是随着时代变迁，伊以交恶，以色列与埃及和俄罗斯的关系改善，输油管道也从之初的地缘政治需要，变成了经济需要。比起绕行好望角，或者通过苏伊士运河，或者借由埃及苏麦德输油管道等方式，通过泛以输油管道输送石油是目前最短、最经济的方式。

## 事故
2014年12月，输油管道南段位于Evrona自然保护区附近发生了大规模石油泄漏事故。